# Préaux, Mayenne
Préaux là một xã thuộc tỉnh Mayenne trong vùng Pays de la Loire tây bắc nước Pháp. Xã này nằm ở khu vực có độ cao trung bình 110 mét trên mực nước biển.
Sông Vaige chảy theo hướng đông nam qua xã và tạo thành ranh giới phía đông.